# بلاك بيري باسبورت
بلاك بيري باسبورت (بالإنجليزية: BlackBerry Passport)‏ هو هاتف ذكي من بلاك بيري يعمل بنظام بلاك بيري، سيتم طرحه في الأسواق في الربع الرابع من 2014.

## الخصائص
- نظام التشغيل: بلاك بيري
- الشاشة: 1440×1440
- المعالج: رباعي النواة
- الذاكرة: 3 جيجابايت رام
- التخزين: 32 جيجابايت